# Arthur Robison
Arthur Robison (Chicago, 25 giugno 1883 – Berlino, 20 ottobre 1935) è stato un regista e sceneggiatore tedesco.
Tra il 1916 e il 1935, diresse una ventina di film, tra cui il magistrale Ombre ammonitrici, capolavoro dell'espressionismo tedesco. Curò la sceneggiatura di molti dei suoi film.

## Biografia
Nato negli Stati Uniti da genitori tedeschi, a sette anni Robison si trasferì in Germania. Dopo aver studiato e praticato la medicina, nel 1914 decise di dedicarsi al cinema. Il suo primo film da regista fu, nel 1916, Nächte des Grauens, dove diresse Werner Krauss e Emil Jannings. Tra i suoi collaboratori, spicca il nome del direttore della fotografia Fritz Arno Wagner che iniziò a lavorare con lui nel 1921. Ombre ammonitrici, del 1923, fu il loro film più famoso, esempio classico - con le sue atmosfere claustrofobiche - del cinema espressionista di Weimar. Seguono due drammi storici prodotti da Erich Pommer, Pietro der Korsar e Manon Lescaut. Robison lavorò in seguito anche nel Regno Unito, dove girò The Informer, e negli Stati Uniti, dove gli furono affidate diverse versioni in lingua straniera di film prodotti dalla MGM. Ritornò quindi in Germania, dove riprese a lavorare per l'UFA fino alla sua morte, avvenuta nel 1935 a Berlino, all'età di 52 anni.

## Filmografia

### Regista (parziale)
- Nächte des Grauens (1916)
- Zwischen Abend und Morgen (1923)
- Ombre ammonitrici (Schatten - Eine nächtliche Halluzination)  (1923)
- Pietro der Korsar (1925)
- Manon Lescaut (1926)
- L'ultimo valzer (Der letzte Walzer) (1927)
- Il cerchio della morte (Die Todesschleife)  (1928)
- The Informer (1929)
- Soyons gais (1930)
- Quand on est belle (1931)
- Le Père célibataire (1931)
- Jenny Lind (1931)
- Mordprozeß Mary Dugan - dialoghi in tedesco / Versione tedesca di The Trial of Mary Dugan  (1931)
- Tambour battant, co-regia di André Beucler (1933)
- Amore di principe (Des jungen Dessauers große Liebe) (1933)
- Le Secret des Woronzeff (1934)
- Il principe Voronzeff (Fürst Woronzeff) (1934)
- Les Époux célibataires (1935)
- Fammi felice (Mach' mich glücklich) (1935)
- Lo studente di Praga (Der Student von Prag) (1935)

### Sceneggiatore (parziale)
- Nächte des Grauens, regia di Arthur Robison (1916)
- Zwischen Abend und Morgen, regia di Arthur Robison (1923)
- Ombre ammonitrici (Schatten - Eine nächtliche Halluzination), regia di Arthur Robison  (1923)
- Pietro der Korsar, regia di Arthur Robison (1925)
- Manon Lescaut, regia di Arthur Robison  (1926)
- L'ultimo valzer (Der letzte Walzer), regia di Arthur Robison (1927)
- Il cerchio della morte (Die Todesschleife), regia di Arthur Robison (1928)
- Il principe Voronzeff (Fürst Woronzeff), regia di Arthur Robison (1934)
- Le Secret des Woronzeff, regia di Arthur Robison (1934)
- Fürst Woronzeff, regia di Arthur Robison  (1934)
- Les Époux célibataires, regia di Arthur Robison (1935)
- Fammi felice (Mach' mich glücklich), regia di Arthur Robison (1935)
- Lo studente di Praga (Der Student von Prag), regia di Arthur Robison (1935)

### Attore
- Fur Smugglers – cortometraggio (1912)
- Love Is Blind – cortometraggio (1912)